# Università Anton de Kom
L’Università Anton de Kom è l'unica università del Suriname. Si trova nella capitale del Paese, Paramaribo.

## Storia
Fondata nel 1968, prende nome da Anton de Kom, un attivista anticolonialista che fu catturato dai nazisti mentre si trovava nei Paesi Bassi.

## Struttura
L'università, che è su base pubblica, si divide in 5 facoltà:
- Facoltà di Medicina
- Facoltà di Scienze Sociali (con i corsi di laurea in Diritto, Economia, Management, Pubblica Amministrazione, Sociologia, Business, Psicologia)
- Facoltà di Scienze Tecnologiche
- Facoltà di Scienze Umanistiche
- Facoltà di Matematica e Fisica (con i corsi di laurea in Matematica, Fisica e Chimica)